# زوکالو
زوکالو (انگلیسی: Zócalo) (به اسپانیایی: سوکالو) نام رایج میدان اصلی در مرکز مکزیکوسیتی است. قبل از دوران استعمار، اینجا مرکز اصلی مراسم آئینی در شهر آزتک تنوچتیتلان بود. این میدان پیش از این، تنها به نام «میدان اصلی» یا «میدان اسلحه» شناخته می‌شد، و امروزه نام رسمی آن پلازا دی لا کانستیتوشن (میدان قانون اساسی) است. این نام برگرفته از هیچ‌یک از قوانین اساسی مکزیک که بر کشور حاکم است، نمی‌باشد، بلکه از قانون اساسی کادیس، که در سال ۱۸۱۲ تعیین شد، گرفته شده است. با این وجود، امروزه تا حدودی همواره از این میدان به زوکالو نام می‌برند. طرح‌هایی برای نصب ستونی به عنوان بنای یادبود استقلال انجام گرفت، اما فقط پایه، یا زوکالو (به معنی پایه ستون) ساخته شد. پایه ستون، مدتها قبل کنار گذاشته شد ولی این نام همچنان باقی مانده است. بسیاری از شهرها و شهرک‌های مکزیک، همچون اوآخاکا د خوارز، مریدا و گوادالاخارا، ولی نه تمام آنها، کلمه زوکالو را برای اشاره به میدان اصلی، در نظر گرفته‌اند.
این مکان از زمان آزتک‌ها مکانی برای گردهمایی مردم مکزیک بوده و محل برگزاری مراسم‌های مکزیکی، سوگند خوردن نایب‌السلطنه‌ها، اعلامیه‌های سلطنتی، رژه‌های نظامی، جشن‌های استقلال و رویدادهای مذهبی معاصر مانند جشن‌های هفته مقدس و عید بدن مسیح بوده است. همچنین، سران کشورهای خارجی را میزبانی کرده و محل اصلی جشن‌ها و اعتراضات ملی بوده است. میدان زوکالو و بلوک‌های اطراف آن نزدیک به ۷۰۰ سال نقش مهمی در برنامه‌ریزی و جغرافیای شهر ایفا کرده‌اند. این مکان فقط یک بلوک در جنوب باختری نیایشگا مایور قرار دارد که بر اساس افسانه‌ها و اسطوره‌های آزتک، مرکز جهان محسوب می‌شد.

## توضیحات
زوکالوی امروزی در مکزیکوسیتی مساحتی برابر با ۵۷۶۰۰ متر مربع (۲۴۰ متر × ۲۴۰ متر) دارد. این میدان از شمال با کلیسای جامع مکزیکو سیتی، از شرق با کاخ ملی مکزیکو، از جنوب با ساختمان‌های ناحیه فدرال، و از غرب با درگاه قدیمی مرکادرس احاطه شده است. ساختمان نسیانال مونته دو پیداد در گوشه شمال‌غربی آن قرار دارد و سایت معبد مایور در شمال‌شرقی آن، خارج از دید قرار گرفته است. در مرکز میدان یک میله پرچم با پرچم مکزیک نصب شده که هر روز به صورت نمادین برافراشته و پایین آورده می‌شود و به کاخ ملی منتقل می‌گردد. در گوشه شمال‌شرقی میدان ورودی ایستگاه متروی زوکالو/تنوچتیتلان وجود دارد اما هیچ علامتی در سطح زمین نشان‌دهنده حضور آن نیست.

## تاریخ

### پیش از تسخیر

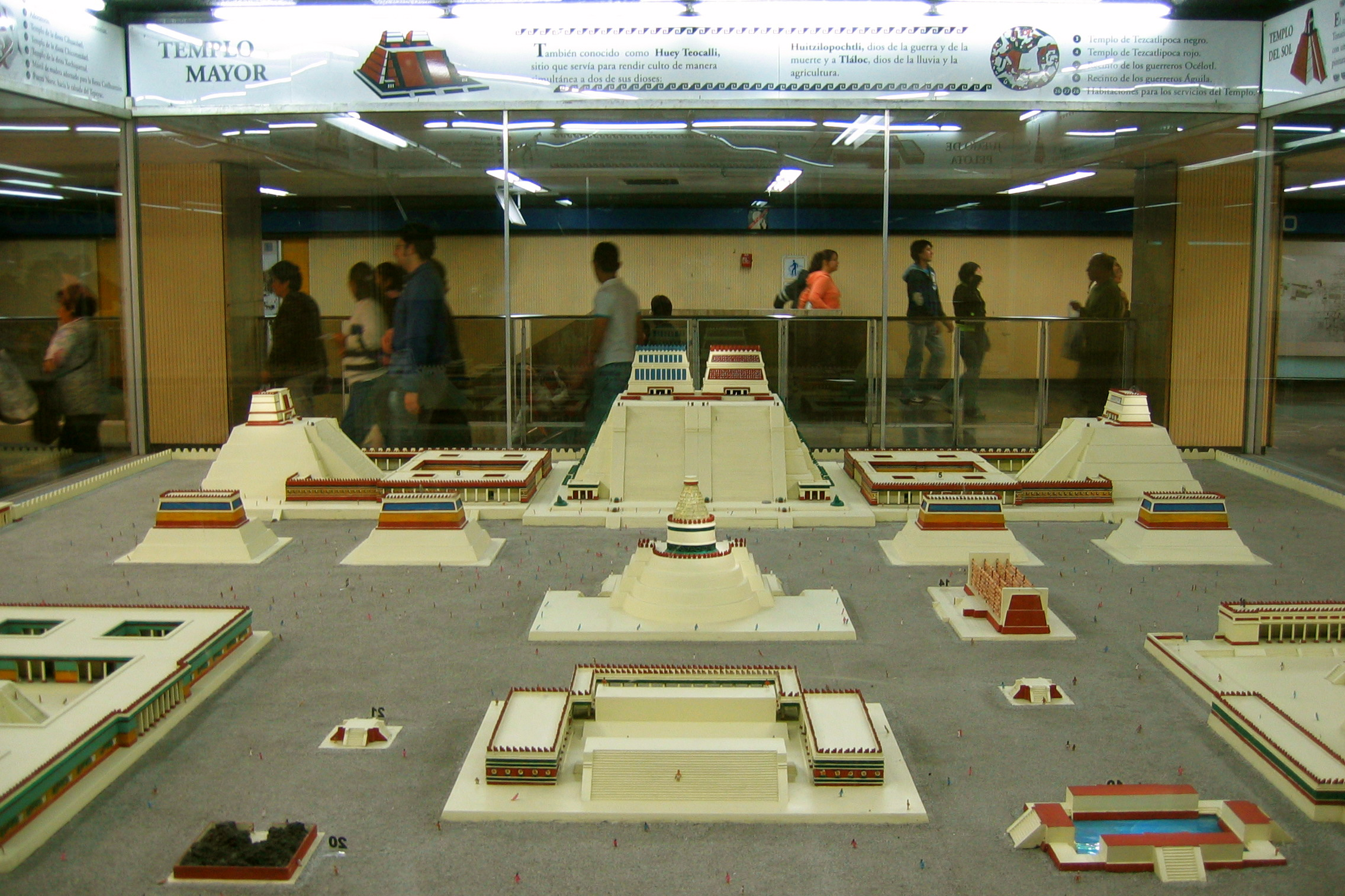
مدل معبد مایور و زوکالو قبل از تسخیر. متروی مکزیکوسیتی ایستگاه متروی زوکالو/تنوچتیتلان

پیش از تسخیر، ناحیه‌ای که اکنون زوکالو اشغال کرده است، فضای باز در مرکز پایتخت آزتک، تنوچتیتلان بود. این منطقه از شرق توسط «خانه‌های جدید» موکتزوما دوم (که بعدها کاخ ملی شد) و از غرب توسط «خانه‌های قدیمی» کاخ آکسایاکاتل (۱۴۶۹–۱۴۸۱) محصور بود، جایی که امپراتور آهویتزوتل و عموی موکتزوما نیز زندگی می‌کرد.
میدانی به سبک اروپایی بخشی از شهر تسخیرشده آزتک تنوچتیتلان نبود؛ شهر قدیمی دارای یک محوطه مقدس یا teocalli بود که مرکز مطلق شهر (و جهان، بر اساس باور آزتک‌ها) محسوب می‌شد. این مکان به شمال و شمال‌شرقی زوکالوی امروزی نزدیک بود و از فضای باز برای عامه مردم جدا شده بود.
زوکالوی فعلی فضایی جنوب‌غربی تقاطع جاده‌های اصلی تنوچتیتلان را اشغال کرده است. جاده شمالی-جنوبی به نام تپیاک–ایزتاپالاپا شناخته می‌شد و جاده تلاکوپان به سمت غرب امتداد داشت و قبل از ورود به دریاچه‌ای که شهر را احاطه کرده بود، اندکی به شرق می‌رفت.

### نایب‌السلطنتی اسپانیای نو (۱۵۲۱–۱۸۲۱)
میدان مدرن مکزیکوسیتی توسط آلونزو گارسیا براوو پس از فتح امپراتوری آزتک توسط اسپانیا طراحی شد. Cortés شهر را برای مقاصد نمادین دوباره طراحی کرد. چهار محله اصلی یا «کاپولی» حفظ شد، اما کلیسایی در محل تقاطع آنها ساخته شد، که اکنون کلیسای جامع مکزیکو سیتی است.
در اوایل دوران استعمار، میدان زوکالو از شمال با کلیسای جدید و از شرق با کاخ جدید کورتس که بر روی ویرانه‌های کاخ موکتزوما ساخته شده بود، محصور شده بود. در سمت غربی میدان، درگاه‌های مرکادرس (درگاه‌های بازرگانان) ساخته شدند که در جنوب کاخ دیگر کورتس، کاخ مارکیس دره اوآخاکا، قرار داشتند. در سمت جنوبی، درگاه گل‌ها (Flores) قرار داشت که به نام مالک آن، ماریا گوتیرز فلورس دو کابالریاس، نامگذاری شده بود. در کنار این درگاه، ساختمان آیونتامنتو، یک ساختمان دولتی برای شهر، قرار داشت. این دو سازه در پشت یک کانال کوچک زهکشی که به‌صورت شرق به غرب جریان داشت، واقع شده بودند.
مشکل سیل همواره برای این میدان و شهر به‌طور کلی وجود داشت. در سال ۱۶۲۹ میدان با آبی به عمق دو متر زیر آب رفت که بسیاری از بازرگانان مستقر در آنجا را با مشکلات جدی مواجه کرد و باعث شد بسیاری از درگاه‌ها بازسازی شوند. پروژه زهکشی برای کنترل سیل، معروف به desagüe، طی تقریباً تمام دوران استعمار، مردان بومی را برای کار در این پروژه زیرساختی بزرگ به کار گرفت. کنترل سیل مزایای بهداشتی برای ساکنان مکزیکوسیتی به همراه داشت، زیرا از آلودگی ناشی از فاضلاب انسانی در هنگام سیل جلوگیری می‌کرد و پشه‌هایی که بیماری‌ها را گسترش می‌دادند، کنترل می‌کرد. این پروژه همچنین شبکه زیست‌محیطی که از جمعیت پرندگان و ماهیان حمایت می‌کرد و امکان کشت محصولات زراعی برای بومیان را فراهم می‌کرد، تغییر داد.

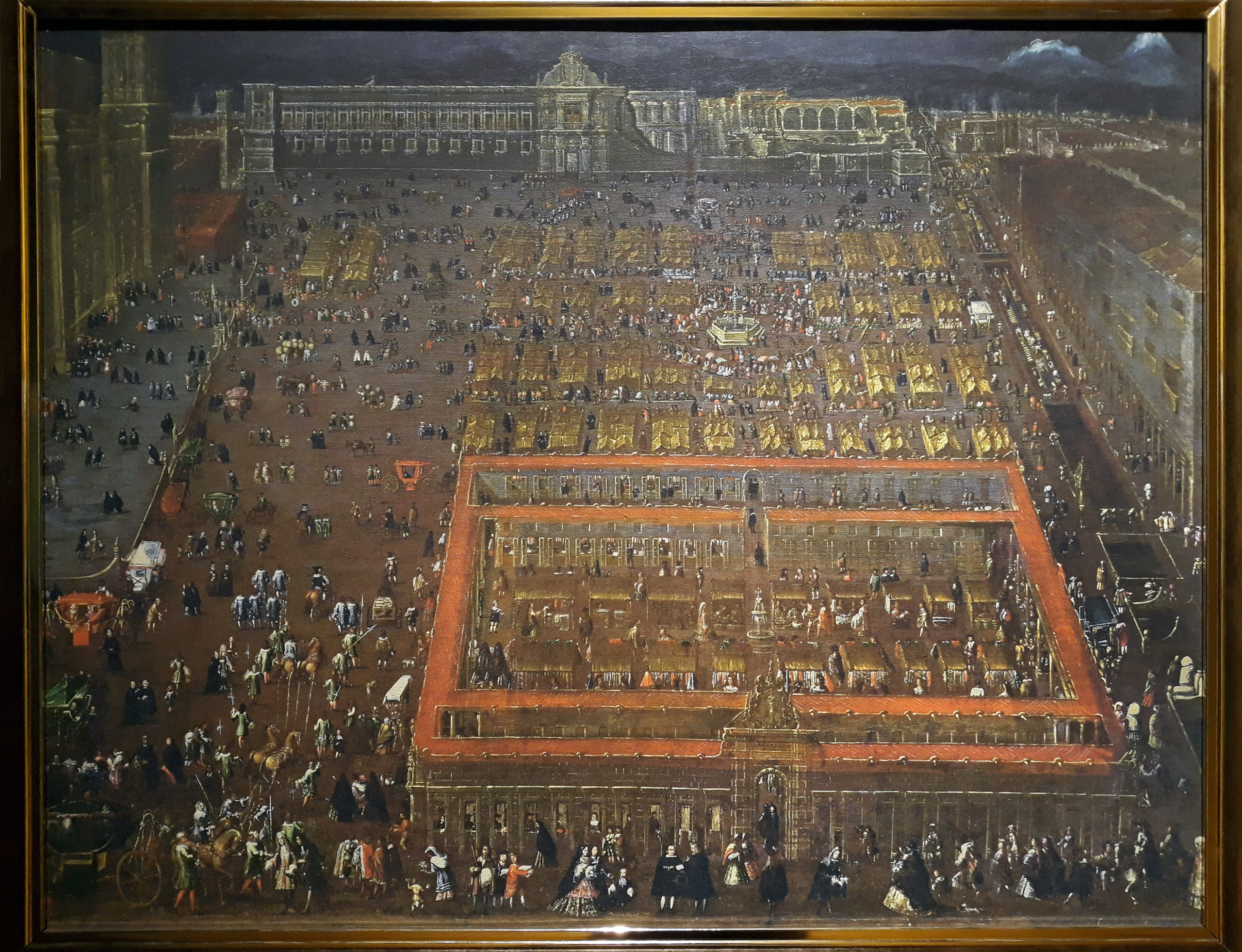
نمای میدان اصلی مکزیکوسیتی (حدود ۱۶۹۵) اثر کریستوبال د ویالپاندو، نقاشی که در حال حاضر در کورسام کورت، انگلستان قرار دارد.

پس از ساخت کلیسای جامع در نیمه دوم قرن شانزدهم، ظاهر میدان تغییر کرد. کلیسای قدیمی به سمت شرق و نه به سمت میدان قرار داشت. سه درگاه کلیسای جامع جدید به سمت جنوب مشرف به میدان بود و به منطقه جهت‌گیری شمال-جنوبی داد که تا امروز باقی مانده است.
در طول قرن هفدهم، میدان به‌طور گسترده‌ای توسط بازارهای موقت اشغال شد. پس از آنکه یک جمعیت خشمگین کاخ نایب‌السلطنه را در سال ۱۶۹۲ آتش زدند، که در نقاشی مشهور ۱۶۹۶ اثر کریستوبال د ویالپاندو به تصویر کشیده شده است، مقامات تلاش کردند میدان را کاملاً پاکسازی کنند تا جای خود را به بازارهای دائمی‌تر، مانند «پاریان ده مانیلا» بدهند. این بازار به منطقه تجاری ابریشم بینوندو در مانیل در فیلیپین اسپانیا اشاره داشت.
پاریان مجموعه‌ای از فروشگاه‌ها در گوشه جنوب‌غربی میدان بود که برای انبار و فروش محصولات لوکس و عجیب‌وغریب آورده شده توسط مانیلا گالیون از آسیا (و بعدها کالاهای لوکس آورده شده از اروپا) استفاده می‌شد. این بازار در سال ۱۷۰۳ افتتاح شد و درآمد قابل‌توجهی از اجاره فروشگاه‌ها برای شورای شهر ایجاد کرد، و میدان را به یک «امپراتوری تجاری» و «مرکز غنی‌ترین تجارت مکزیک» تبدیل کرد، همان‌طور که در گزارش‌های معاصر توصیف شده است. پاریان حدود ۱۴۰ سال وجود داشت تا اینکه در شورش‌های پاریان در سال ۱۸۲۸ غارت و تخریب شد.
این وضعیت باعث نشد که سایر بخش‌های میدان از دوباره پر شدن با غرفه‌های موقتی مانند گروه معروف به «سن خوزه» که در کنار پاریان قرار داشت، در امان بماند. این موضوع مورخ فرانسیسکو سدانو را وادار کرد تا اظهار کند که این میدان زشت و ناپسند است. او ادعا کرد که به دلیل سنگ‌فرش ناهموار، گل‌ولای در فصل بارانی، سگ‌های خیابانی تهاجمی، توده‌های زباله و فضولات انسانی که در میان پوست ذرت و دیگر زباله‌ها ریخته شده بودند، عبور و مرور در این میدان در آن زمان بسیار دشوار بود.

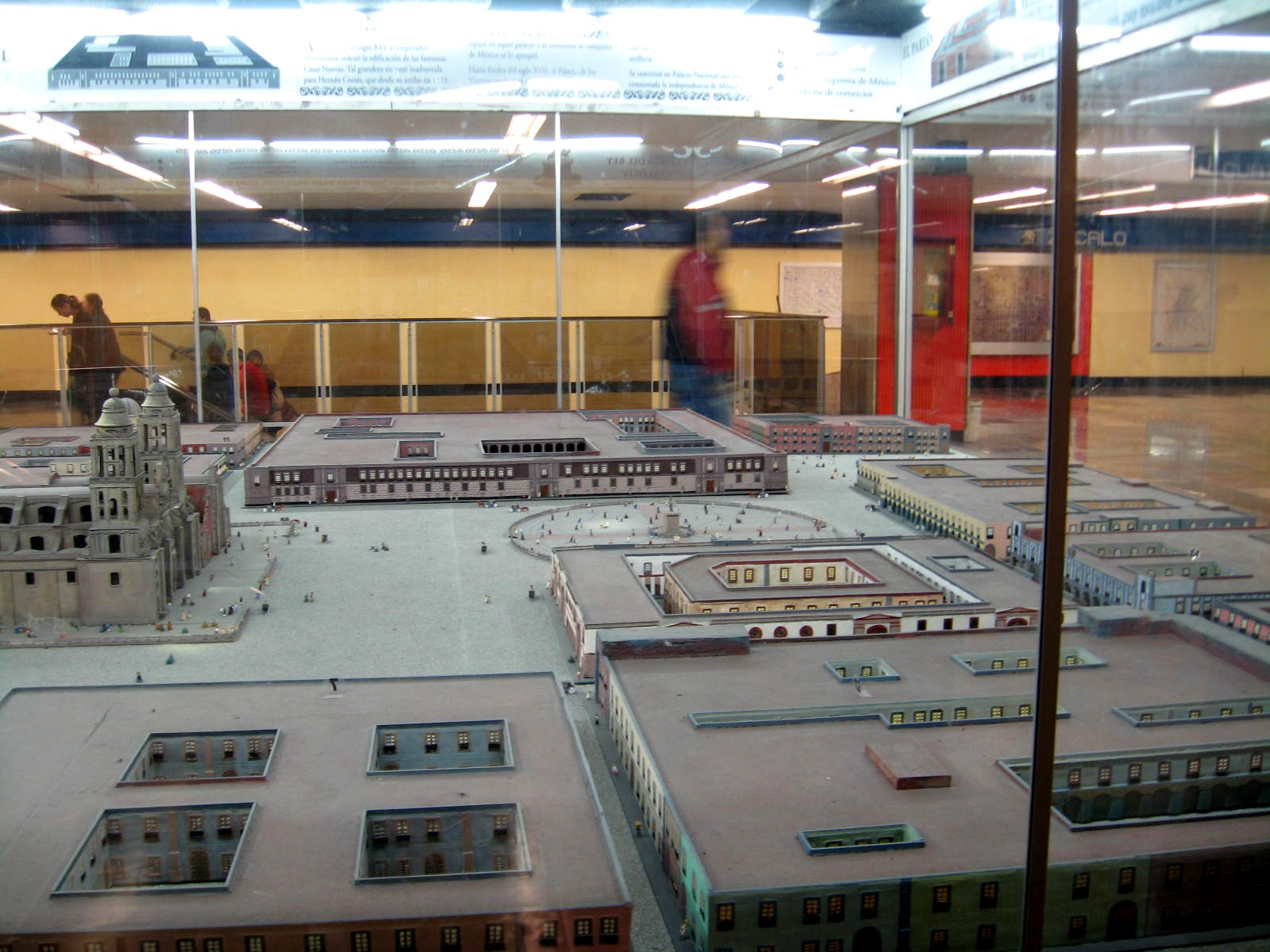
مدل مکزیکوسیتی در اوایل قرن نوزدهم، همراه با پاریان و مجسمه کارلوس چهارم در زوکالو

بار دیگر میدان (به‌جز پاریان) با اعلامیه کارلوس چهارم در دسامبر ۱۷۸۹ تخلیه شد. نایب‌السلطنه وقت، خوان ویسنته گوئمز پاچکو، سنگ‌فرش میدان را بازسازی کرد و کانال‌های روباز را با بلوک‌های سنگی پوشاند. او همچنین در هر گوشه یک فواره نصب کرد. در طول این کار، سنگ تقویم آزتک و همچنین مجسمه الهه کواتلیکوئه کشف شدند. سنگ تقویم در ضلع غربی کلیسا به نمایش گذاشته شد و تا حدود سال ۱۸۹۰ در آنجا باقی ماند تا اینکه به موزه قدیمی «مرکز» منتقل شد. اکنون این سنگ در موزه ملی مردم‌شناسی نگهداری می‌شود. مجسمه کواتلیکوئه در نهایت به این موزه منتقل شد، اما پیش از آن تقریباً در یکی از حیاط‌های پشتی دانشگاه سلطنتی و اسقفی مکزیک دفن شده بود تا پس از جنگ استقلال مکزیک مجدداً ظاهر شود. بازرگانان پیشین میدان عمدتاً به ساختمان جدیدی به نام مرکادو د ولادور منتقل شدند که در جنوب‌شرقی میدان قرار داشت و امروزه ساختمان دیوان عالی عدالت ملت در آن محل قرار دارد.
میدان به فضایی عمومی با ۶۴ چراغ تبدیل شد. کلیسا با یک نرده آهنی از میدان جدا شد؛ ۱۲۴ نیمکت سنگی نصب شدند و میدان با ستون‌های آهنی کوتاه که با زنجیر آهنی به هم متصل بودند، مرزبندی شد. ویژگی اصلی میدان بازطراحی‌شده، مجسمه سواره‌نظام کارلوس چهارم اسپانیا بود که توسط مانوئل تولسا ساخته شده بود. این مجسمه ابتدا در گوشه جنوب‌شرقی میدان بر روی پایه‌ای چوبی طلایی برای افتتاح در دسامبر ۱۸۰۳ قرار گرفت. هنگامی که این بنای یادبود تکمیل شد، پایه چوبی با پایه‌ای بیضی از سنگ به ابعاد ۱۱۳ متر در ۹۵٫۵ متر جایگزین شد که دارای طارمی و فواره‌هایی در گوشه‌ها بود که توسط خوزه دل مازو ساخته شده بود.
این میدان پس‌زمینه مراسمی بود که در آن نایب‌السلطنه دون فلیکس ماریا کالخا، دیگر مقامات و مردم گرد آمده سوگند وفاداری به قانون اساسی کادیس و سلطنت اسپانیا را در تاریخ ۲۲ می ۱۸۱۳ ادا کردند، در حالی که جنگ استقلال مکزیک جریان داشت. این رویداد همچنین باعث شد که میدان به «میدان قانون اساسی» تغییر نام دهد. آخرین تغییرات میدان قبل از استقلال در سال ۱۸۲۱ توسط مانوئل تولسا انجام شد که صلیب ماگنوسکا را در گوشه جنوب شرقی قرار داد و صلیب مشابه دیگری را در شمال‌غربی نصب کرد. هر دوی این صلیب‌ها بر روی پایه‌های معماری نئوکلاسیک سنگی نصب شده بودند.

### استقلال و شورش پاریان در ۱۸۲۸

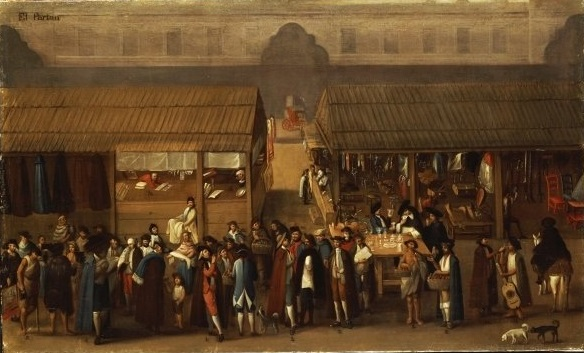
بازار پاریان، تکمیل‌شده در سال ۱۷۰۳

یکی از حرکات نمادین در زمان استقلال، برچیدن و انتقال بنای یادبود سواره‌نظام کارلوس چهارم از میدان بود. این مجسمه اکنون در مقابل موزه ملی هنر قرار دارد، جایی که پایه کنونی آن (که بسیار کوچکتر است) می‌گوید که این اثر صرفاً به دلیل ارزش هنری آن حفظ شده است. پایه بیضی‌شکل پیشین مجسمه به ساختمان آن زمان دانشگاه منتقل شد و طارمی به آلامدا مرکزی منتقل شد. این کار میدان را به جز پاریان کاملاً خالی کرد.
در تاریخ ۴ و ۵ دسامبر ۱۸۲۸، بازار پاریان که فعال‌ترین بازار مکزیکوسیتی بود، در جریان یک قیام مردمی غارت و تخریب شد. چندین بازرگان کشته شدند و اکثر آن‌ها دارایی خود را از دست دادند. رئیس‌جمهور آنتونیو لوپز دو سانتا آنا سرانجام بازار پاریان را در سال ۱۸۴۳ تخریب کرد. این اقدام، میدان را دوباره خالی کرد، به‌جز چندین اصله درخت زبان‌گنجشک و باغچه‌های گل که با مرزهای سنگی محافظت می‌شدند. سانتا آنا قصد داشت در مرکز میدان یک بنای یادبود برای استقلال مکزیک بسازد، اما پروژه او تنها به ساخت پایه (زوکالو) رسید که برای دهه‌ها در آنجا باقی ماند و به میدان نام رایج کنونی آن را داد. این وضعیت تا سال ۱۸۶۶ ادامه یافت، زمانی که پاسئو د زوکالو در پاسخ به تعداد افرادی که از میدان برای پیاده‌روی استفاده می‌کردند، ایجاد شد. یک باغ با مسیرهای پیاده‌روی ایجاد شد؛ در هر گوشه فواره‌هایی نصب شدند؛ ۷۲ نیمکت آهنی نصب گردید و میدان با چراغ‌های گاز هیدروژن روشن شد. با این حال، پایه سانتا آنا برداشته نشد.

### دوران پورفیریاتو

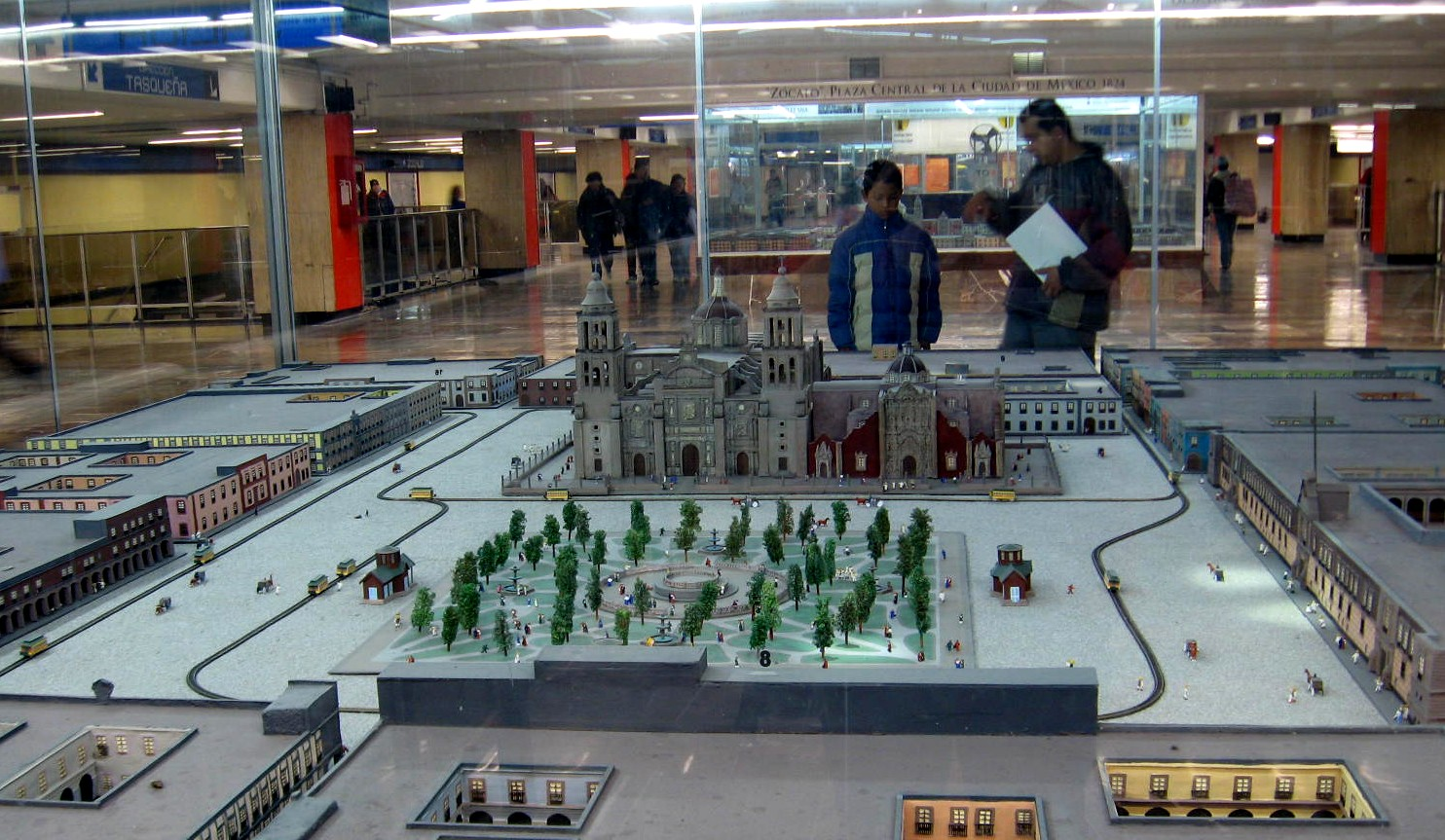
مدل زوکالو حوالی سال ۱۹۱۰، همراه با باغچه‌ها و مسیرهای پیاده‌روی

در سال ۱۸۷۸، آنتونیو اسکاندون یک کیوسک به شهر اهدا کرد که بر روی پایه سانتا آنا قرار گرفت. این کیوسک با چهار شمع‌لوستر بزرگ آهنی روشن می‌شد و طراحی آن مشابه کیوسکی در پارک بولونی پاریس بود. کمی بعد، شرکت Ferrocarriles del Distrito Federal بخشی از زوکالو را به ایستگاه تراموا تبدیل کرد که دارای کیوسک بلیط‌فروشی و محل انتظار بود. ترامواها و چراغ‌ها در سال ۱۸۹۴ به نیروی برق تبدیل شدند و مسیرهای زوکالو در سال ۱۸۹۱ با بتن آسفالتی سنگفرش شدند.
از نیمه دوم قرن نوزدهم تا اوایل قرن بیستم، زوکالو دوباره با غرفه‌های بازار پر شد، از جمله «مرکز مرکانتایل» که پارچه، لباس و مصنوعات سنگی هنر نو می‌فروخت. غرفه‌های دیگر بر کالاهای معمولی‌تر تمرکز داشتند. این وضعیت باعث شد که عابران پیاده برای پیاده‌روی به آلامدا مرکزی یا خیابان‌های سن فرانسیسکو و مادرو در غرب زوکالو بروند.

### قرن بیستم

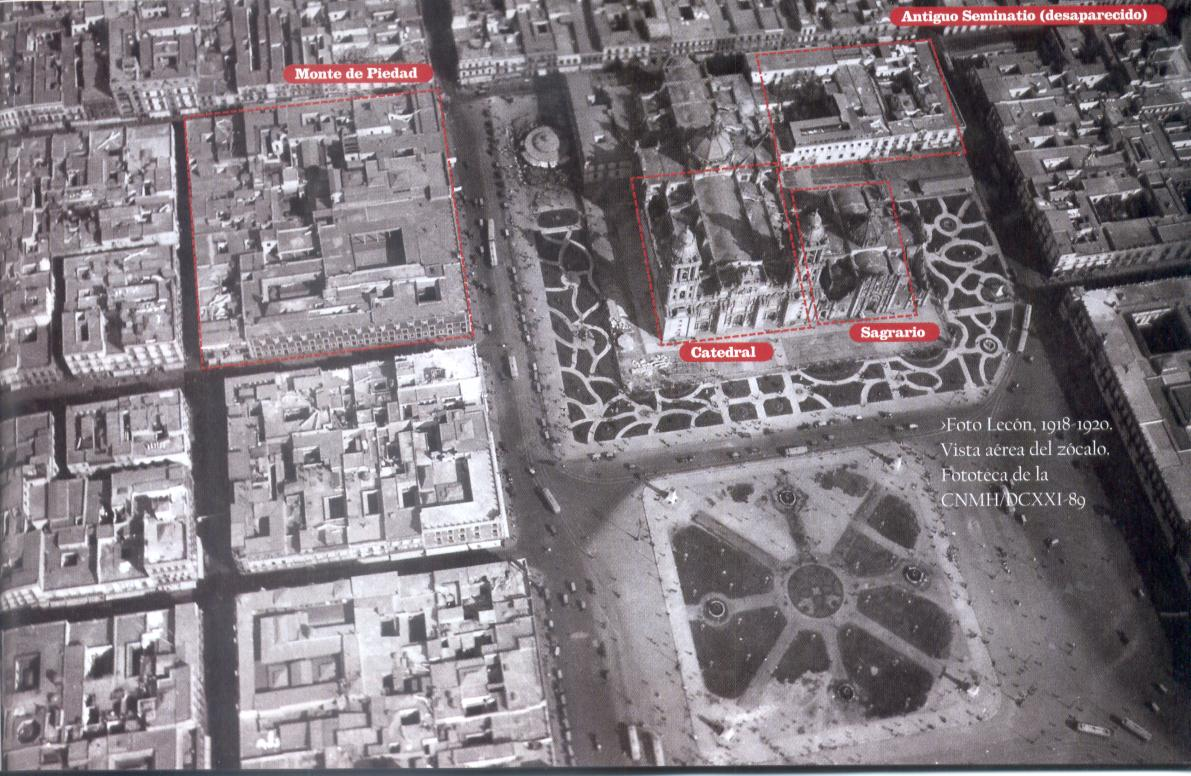
نمای هوایی از زوکالو، گرفته شده بین سال‌های ۱۹۱۸ و ۱۹۲۰

در جریان ده روز تراژیکا (۹ تا ۱۹ فوریه ۱۹۱۳)، کاخ ملی از دژ نظامی مجاور بمباران شد که به‌طور تصادفی به زوکالو آسیب وارد کرد. در سال ۱۹۱۴، درختان زبان‌گنجشک کاشته شده در قرن قبل (که در این مدت رشد زیادی کرده بودند) قطع شدند؛ مسیرهای پیاده‌روی جدید، مناطق چمن‌کاری شده و باغچه‌ها ایجاد شدند؛ و در هر گوشه درختان نخل کاشته شدند.
زوکالو به محلی برای تجمع اعتراضات اول ماه مه تبدیل شد. در سال ۱۹۶۸، دانشجویان علیه قتل‌عام تلاتلولکو که توسط رئیس‌جمهور وقت گوستاوو دیاز اورداز انجام شده بود، اعتراض کردند. همچنین این میدان نقطه شروع دو ماراتن مردان در المپیک تابستانی ۱۹۶۸ بود. میدان تا دهه ۱۹۷۰ رو به زوال بود و تنها چیزی که باقی مانده بود، تیرهای چراغ و یک میله پرچم بزرگ در مرکز آن بود. سپس زمین دوباره مسطح شد، خطوط راه‌آهن برداشته شد و کل میدان سیمانی شد. پارکینگ خودرو ممنوع شد و شکل میدان به ۲۰۰ متر مربع در هر طرف تنظیم شد. در اواخر دهه ۱۹۷۰، زوکالو با سنگفرش‌های صورتی بازسازی شد؛ درختان کوچک با حفاظ‌های فلزی کاشته شدند؛ و مناطق کوچک چمن‌کاری در اطراف میله پرچم ایجاد شد.
تا اواخر قرن بیستم، زوکالو همراه با بیشتر مرکز شهر (که Colonia Centro نامیده می‌شود) در وضعیت بدی قرار داشت. این موضوع باعث شد که مجله اکونومیست اظهار کند: «زوکالو و مناطق اطراف آن… باید یکی از جذاب‌ترین مقاصد معماری در قاره آمریکا باشد. در عوض، بسیاری از آن به یک زاغه با ساختمان‌های ویران، خیابان‌های تاریک و کثیف پر از فروشندگان و زمین‌های خالی پوشیده از زباله تبدیل شده است.»
در اواخر دهه ۱۹۹۰، کواوتماک کاردناس، شهردار وقت مکزیکوسیتی، و دکتر رنه کولومب، مدیرکل بنیاد مرکز تاریخی، پروژه‌ای به ارزش ۳۰۰ میلیون دلار برای بازسازی زوکالو و مرکز شهر آغاز کردند تا کسب‌وکارها و ساکنان را دوباره به این منطقه جذب کنند. برنامه‌هایی برای برداشتن نرده‌های آهنی جداکننده کلیسا از زوکالو وجود داشت، اما به دلیل مخالفت گسترده عمومی، این طرح در نهایت کنار گذاشته شد.

### قرن بیست و یکم
در سال ۲۰۰۹، شهردار سابق مارسلو ابرارد کمپینی را برای انجام عملیات نگهداری در مرکز تاریخی راه‌اندازی کرد. به دلیل کاهش بودجه سالانه توسط کنگره، بیشتر این عملیات با پول جمع‌آوری شده در خیابان‌ها توسط مقامات دولتی حمایت شد. این کمپین نتایج رضایت‌بخشی به همراه داشت.
در سال ۲۰۱۰، یک نسخه کپی از فرشته استقلال به زوکالو آورده شد تا معترضان از محل اصلی فرشته دور شوند. دلیل این اقدام، واقع شدن محل اصلی فرشته در منطقه‌ای مالی با ترافیک سنگین بود که نظارت پلیس را دشوارتر از زوکالو می‌کرد.
از سال ۲۰۱۶، یک رژه روز مردگان در میدان برگزار می‌شود. این سنت پس از نمایش رژه در فیلم جیمز باند اسپکتر آغاز شد.

## به‌عنوان یک مرکز سیاسی
زوکالو مرکز حکومت در سطح ملی و پایتخت است، جایی که مقامات در آن مستقرند. به همین دلیل، این میدان مکان محبوبی برای اعتراضات است و اغلب با معترضان در کمپ‌های موقتی و بنرها همراه است. با گنجایش بیش از ۱۰۰٬۰۰۰ نفر، زوکالو صحنه تجمعات سیاسی بزرگ نیز هست. هزاران نفر در اعتراض به شکست کواوتماک کاردناس در مقابل کارلوس سالیناس د گورتاری در انتخاباتی که به‌طور گسترده به تقلب متهم شد، در سال ۱۹۸۸ در اینجا تجمع کردند.
در سال ۲۰۰۱، طرفداران فرمانده مارکوس، رهبر ارتش آزادی‌بخش ملی زاپاتیستا، که عمدتاً از بومیان فقیر چیاپاس بودند، به زوکالو راهپیمایی کردند تا از لایحه‌ای حمایت کنند که خودمختاری سیاسی بیشتری به آن‌ها می‌داد. پس از کاردناس، آندرس مانوئل لوپز اوبرادور اعتراضات بزرگی را پس از اختلافات انتخاباتی ۲۰۰۶ مکزیک در این مکان برگزار کرد و همچنین یک تجمع با هزاران شرکت‌کننده علیه طرح فلیپه کالدرون برای سرمایه‌گذاری خصوصی و خارجی در شرکت دولتی انرژی مکزیک، پمکس، برگزار کرد.
در ۳۰ اوت ۲۰۰۸، یک اعتراض مسالمت‌آمیز علیه جرم و خشونت زوکالو را پر کرد.

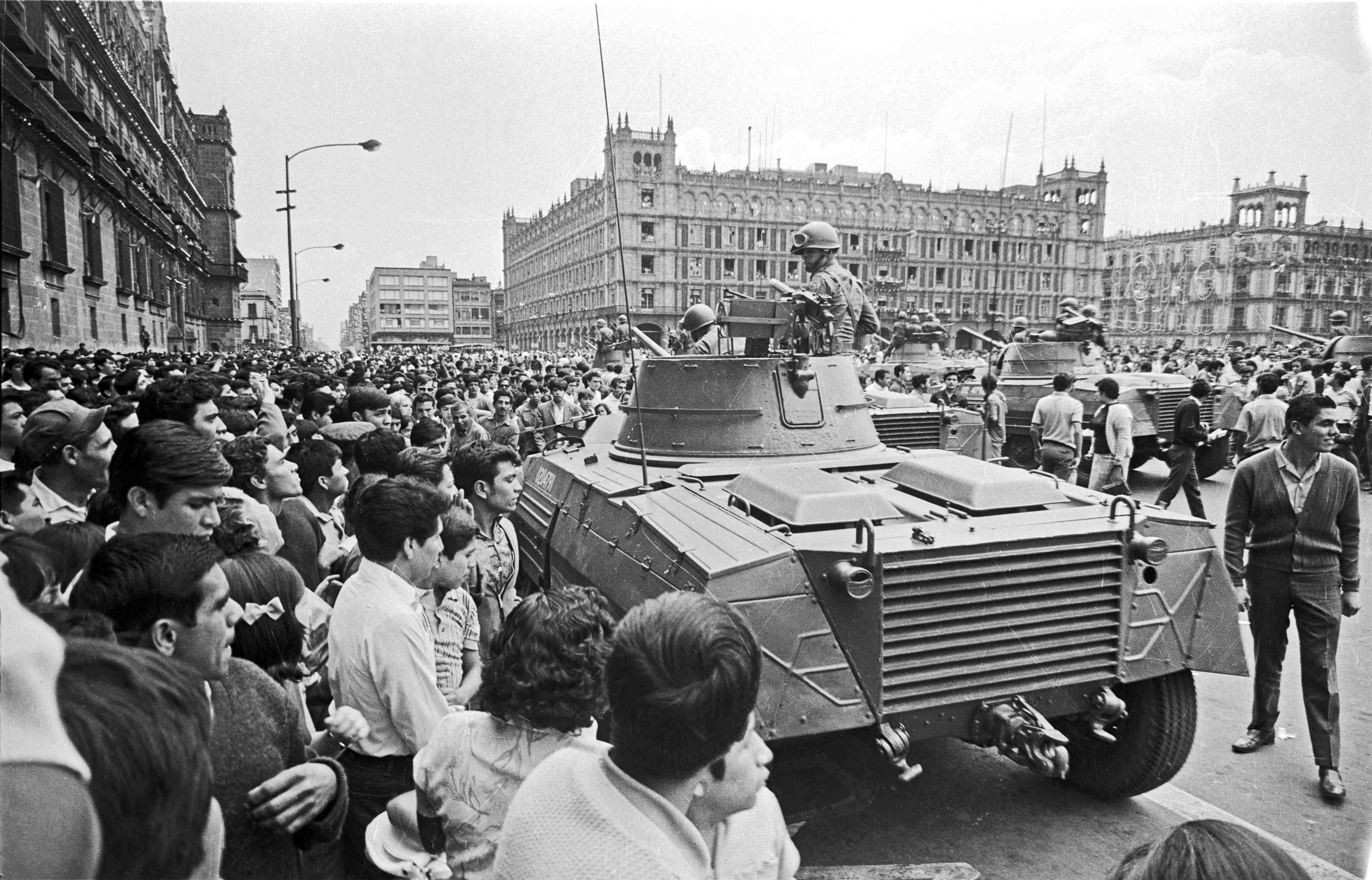
معترضان و ارتش مکزیک در جریان قتل‌عام تلاتلولکو

این میدان همچنین میزبان رویدادهای سیاسی منظم است. هر ساله در ساعت ۱۱ شب، ۱۵ سپتامبر، رئیس‌جمهور مکزیک از بالکن مرکزی کاخ ملی بیرون می‌آید تا گریتو د دلورس را خطاب به جمعیت حاضر در میدان اجرا کند. حتی این مراسم نیز گاهی تحت تأثیر فضای سیاسی کشور قرار می‌گیرد. برای مراسم گریتو سال ۲۰۰۶، جمعیت حاضر در زوکالو توسط الخاندرو انسیناس، شهردار وقت مکزیکوسیتی، خطاب قرار گرفت و نه وینسنت فوکس، رئیس‌جمهور وقت، که برای اجرای مراسم به دولورس هیدالگو، گواناهواتو رفته بود. این اقدام برای جلوگیری از اعتراضات گسترده در زوکالو پس از اختلافات انتخاباتی میان فلیپه کالدرون و لوپز اوبرادور انجام شد.
تحت حکومت غیرمحبوب انریکه پنیا نیتو، این مراسم به دلیل استفاده گسترده دولت از اکاریادوس (افرادی که به معنای واقعی کلمه با اتوبوس به میدان منتقل می‌شوند و در ازای غذا یا کالاهای جزئی دیگر به آن‌ها پول پرداخت می‌شود) برای افزایش تعداد شرکت‌کنندگان و شبیه‌سازی شور مردمی، به شدت مورد انتقاد قرار گرفت.
- بیان دیگری از غرور مکزیکی: جشن اعتدال بهاری در زوکالو است. این جشن توسط گروه‌هایی برگزار می‌شود که به دنبال بازتأیید برتری نژادهای بومی (La Raza) و فرهنگ پیش از استعمار اسپانیایی هستند. آن‌ها این مراسم را نه‌تنها به دلیل نزدیکی این محل به مکان‌هایی که پیش از ورود اسپانیایی‌ها چنین آیین‌هایی در آنجا انجام می‌شد، بلکه به دلیل مجاورت با نمادهای قدرت مذهبی و سکولار «اسپانیایی» (به‌ترتیب کلیسای جامع و کاخ ملی) که با آن‌ها مخالفند، در این مکان برگزار می‌کنند.[۳۴]

از سال ۲۰۱۴، منطقه زوکالو محلی برای تجمعات بزرگ پس از آدم‌ربایی دسته‌جمعی ایگوالا ۲۰۱۴ بوده است، رویدادی که نمادی از فضای گسترده جنایت، مصونیت و فساد دولتی است که بسیاری معتقدند کشور با آن مواجه است.

## به‌عنوان محلی هنری

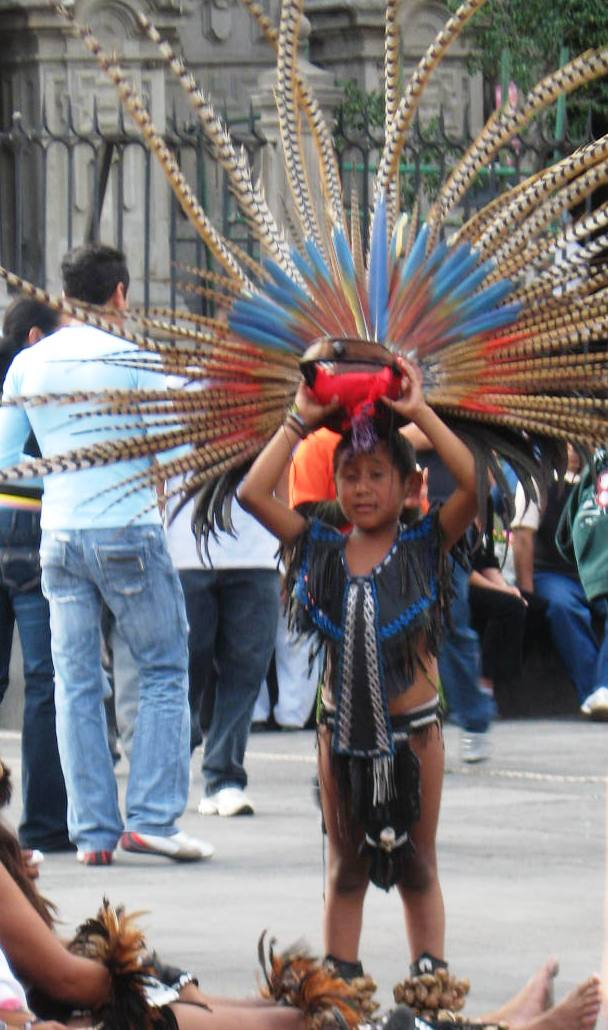
کودکی با پوشش سنتی برای اجرای رقص آزتک در زوکالو

از سال ۱۹۸۲، به‌دلیل تلاش‌ها برای احیای مرکز شهر، زوکالو به صحنه‌ای برای مجموعه‌ای از رویدادهای هنری و فرهنگی تبدیل شده است. نمایش‌های روزانه غیررسمی از رقصندگان آزتک که به ضرب‌آهنگ طبل‌ها می‌رقصند، با کلاه‌پرهای بزرگ و پابندهای ساخته‌شده از استخوان‌بندی بیرونی صدف‌ها در اینجا برگزار می‌شود. در مقیاس بزرگ‌تر، برخی از نمونه‌های رویدادهای اخیر در این مکان شامل عکاسی اسپنسر تونیک که در آن نزدیک به ۱۸٬۰۰۰ مکزیکی برای هنرمند برهنه شدند، رکوردی که پیشتر در بارسلون ثبت شده بود، و نمایش گرگوری کالبرت به نام خاکسترها و برف موزه عشایری.
یکی از رویدادهای جالب، ساخت یک پیست اسکی موقت به مساحت حدود ۳٬۲۰۰ متر مربع در وسط زوکالو برای استفاده رایگان ساکنان شهر در زمستان ۲۰۰۷ بود. از آن زمان تاکنون، این پیست در چندین فصل زمستانی بازسازی شده است.
- جشنواره مکزیکو: یک رویداد سالانه با برنامه‌هایی اختصاص‌یافته به هنر (عامیانه و زیبا) و آکادمی است که در زوکالو و دیگر مکان‌های مرکز تاریخی برگزار می‌شود. در سال ۲۰۰۸، بیست‌وچهارمین جشنواره شامل ۲۵۴ اجرا و نمایش از بیش از ۲۰ کشور در ۶۵ میدان و مکان دیگر اطراف میدان بود.[۴۰]

زوکالو همچنین میزبان رژه‌های بزرگ شهری است، از جمله رژه آلبریخ مکزیکوسیتی.
کنسرت‌های خوانندگان و گروه‌های محبوب نیز در زوکالو برگزار شده است. کافه تاکوبا در سال ۲۰۰۵ نزدیک به ۱۰۰٬۰۰۰ نفر را به این میدان کشاند و ابرستاره کلمبیایی شکیرا طبق گزارش سازمان حفاظت مدنی مکزیک جمعیتی حدود ۲۱۰٬۰۰۰ نفر را جذب کرد. در آگوست ۲۰۰۸، یک رویداد اسکیت‌بردینگ و دوچرخه‌سواری بی‌ام‌اکس ۵۰٬۰۰۰ جوان را در یک بعدازظهر یکشنبه به خود جذب کرد. پل مک‌کارتنی در تاریخ ۱۰ می ۲۰۱۲ کنسرتی رایگان در زوکالو برگزار کرد که ۲۵۰٬۰۰۰ نفر حضور داشتند. این کنسرت بخشی از تور On the Run او بود. جاستین بیبر نیز در ۱۱ ژوئیه ۲۰۱۲ کنسرتی رایگان در این میدان برگزار کرد که در آن ۲۱۰٬۰۰۰ نفر در چارچوب تور آلبوم ۲۰۱۲ او، باور شرکت کردند. در تاریخ ۱ اکتبر ۲۰۱۶، راجر واترز در برابر ۱۷۰٬۰۰۰ نفر در زوکالو اجرا کرد. این کنسرت رایگان بود و پیام‌های سیاسی قوی علیه دونالد ترامپ و انریکه پنیا نیتو در بخش‌هایی از این نمایش گنجانده شده بود که شامل قطعاتی از دوران پینک فلوید او بود.

## در فرهنگ عامه
سریال علمی-تخیلی بابیلون ۵ از نام "Zocalo" به‌عنوان محل اصلی گردهمایی در بابیلون ۵ استفاده کرده است.
تولیدکننده موسیقی ترنس هلندی آرمین ون بورن آهنگی به نام "Zocalo" در آلبوم ۲۰۰۵ خود Shivers دارد که به گفته جاش گابریل از Gabriel & Dresden، به کافه‌ای به نام Zocalo در سان لئاندرو، کالیفرنیا اشاره دارد که آرمین هنگام ضبط این آهنگ از آن بازدید کرده و این کافه خود به نام زوکالو در مکزیکوسیتی نام‌گذاری شده است.
سکانس پیش‌عنوان فیلم جیمز باند اسپکتر عمدتاً در زوکالو می‌گذرد، جایی که باند کنترل یک هلیکوپتر فرار را به‌دست می‌گیرد. این صحنه در پس‌زمینه یک روز مردگان قرار دارد، که پیش از این در این میدان برگزار نشده بود. با این حال، پس از انتشار فیلم، مقامات شهری تصمیم گرفتند یک رژه روز مردگان از فرشته استقلال تا زوکالو در ۲۹ اکتبر ۲۰۱۶ برگزار کنند و از دکورها و لباس‌های استفاده‌شده در فیلم بهره ببرند. این رژه از آن زمان تاکنون هر ساله برگزار شده است.
نسخه آکوستیک آهنگ "Chlorine" از گروه توئنی وان پایلتس شامل مختصات جغرافیایی این مکان است.